# Barizoni
Barizoni (italijansko Barisoni) so naselje v  Slovenski Istri, ki spada pod Krajevno skupnost Hrvatini Mestne občine Koper. Domačini kraj imenujejo tudi Barižoni.
Naselje se nahaja na območju, kjer avtohtono živijo pripadniki italijanske narodne skupnosti in kjer je poleg slovenščine uradni jezik tudi italijanščina.
- Barižoni, tabla